# Thorpe (Nottinghamshire)
Thorpe – osada w Anglii, w hrabstwie Nottinghamshire, w dystrykcie Newark and Sherwood. Leży 21 km na północny wschód od miasta Nottingham i 178 km na północ od Londynu.